# Latifa Zayyat
Latifa al-Zayyat (àrab: لطيفة الزيات, Laṭīfa az-Zayyāt) (Damiata, 8 d'agost de 1923 - el Caire, 10 de setembre de 1996) va ser una escriptora, activista i professora egípcia. La seva novel·la més important, La porta oberta (àrab: الباب المفتوح, Al-bāb al-maftūḥ) va guanyar la primera edició del Premi Naguib Mahfuz de Literatura.